# Mike Kenning
Michael John Kenning (sinh ngày 18 tháng 8 năm 1940 ở Erdington, Warwickshire, Anh), là một cầu thủ bóng đá người Anh thi đấu ở vị trí tiền vệ cánh ở Football League.